# Cantón de Sotteville-lès-Rouen-Oeste
El cantón de Sotteville-lès-Rouen-Oeste era una división administrativa francesa, que estaba situada en el departamento de Sena Marítimo y la región de Alta Normandía.

## Composición
El cantón estaba formado por una fracción de la comuna que le daba su nombre:
- Sotteville-lès-Rouen (fracción)

## Supresión del cantón de Sotteville-lès-Rouen-Oeste
En aplicación del Decreto nº 2014-266 de 27 de febrero de 2014, el cantón de Sotteville-lès-Rouen-Oeste fue suprimido el 22 de marzo de 2015 y la fracción de la comuna que le daba su nombre se unió con la otra fracción para que, por medio de una reestructuración cantonal, fuera dividido en dos fracciones que pasaron a formar parte de los nuevos cantones de Le Petit-Quevilly y Sotteville-lès-Rouen.